# Spitak
Spitak (en arménien Սպիտակ ) est une ville du nord de l'Arménie, située dans le marz de Lorri. En 2008, elle compte 15 145 habitants.
Spitak fut l'épicentre du séisme du 7 décembre 1988 de magnitude 6,9 sur l'échelle de Richter, qui dévasta la quasi-totalité de la ville.

## Démographie
Depuis 1831, l'évolution démographique de Spitak a été la suivante :
| 1831 | 1897  | 1908  | 1911  | 1914  | 1926  |
| ---- | ----- | ----- | ----- | ----- | ----- |
| 466  | 3 004 | 3 627 | 3 920 | 3 986 | 4 078 |

| 1939  | 1959  | 1979   | 1989  | 2001   | 2008   |
| ----- | ----- | ------ | ----- | ------ | ------ |
| 5 035 | 3 740 | 14 536 | 3 740 | 14 984 | 15 145 |

| 2011   | 2020   | - | - | - | - |
| ------ | ------ | - | - | - | - |
| 12 881 | 12 700 | - | - | - | - |

| Histogramme de l'évolution démographique de Spitak |        |
| \| 1831 \| 466 \| \| 1897 \| 3 004 \| \| 1908 \| 3 627 \| \| 1911 \| 3 920 \| \| 1914 \| 3 986 \| \| 1926 \| 4 078 \| \| 1939 \| 5 035 \| \| 1959 \| 3 740 \| \| 1979 \| 14 536 \| \| 1989 \| 3 740 \| \| 2001 \| 14 984 \| \| 2008 \| 15 145 \| \| 2011 \| 12 881 \| \| 2020 \| 12 700 \| |        |
| 1831 | 466    |
| 1897 | 3 004  |
| 1908 | 3 627  |
| 1911 | 3 920  |
| 1914 | 3 986  |
| 1926 | 4 078  |
| 1939 | 5 035  |
| 1959 | 3 740  |
| 1979 | 14 536 |
| 1989 | 3 740  |
| 2001 | 14 984 |
| 2008 | 15 145 |
| 2011 | 12 881 |
| 2020 | 12 700 |

## Galerie

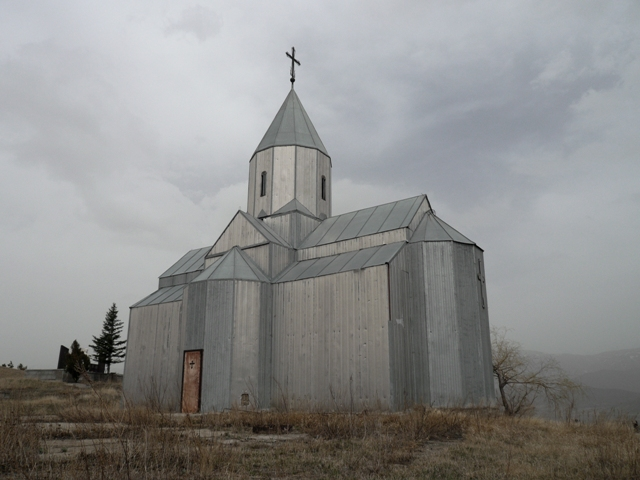
Église métallique, 1988.
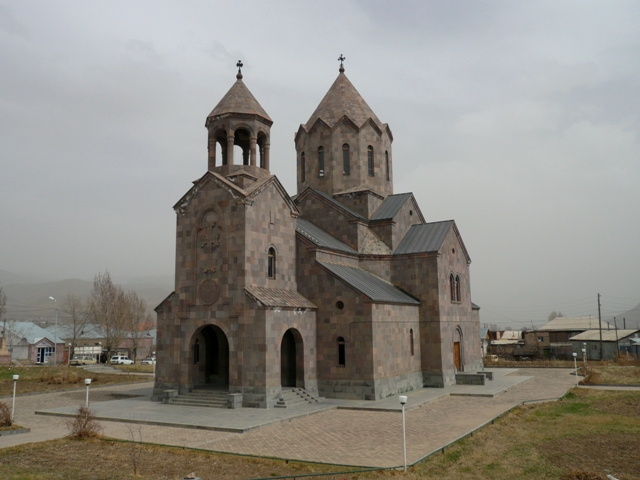
Église de la Sainte-Résurrection, 1999.
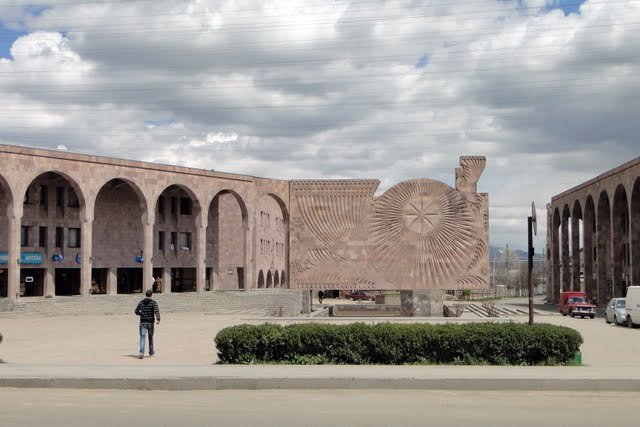
Place à Spitak.
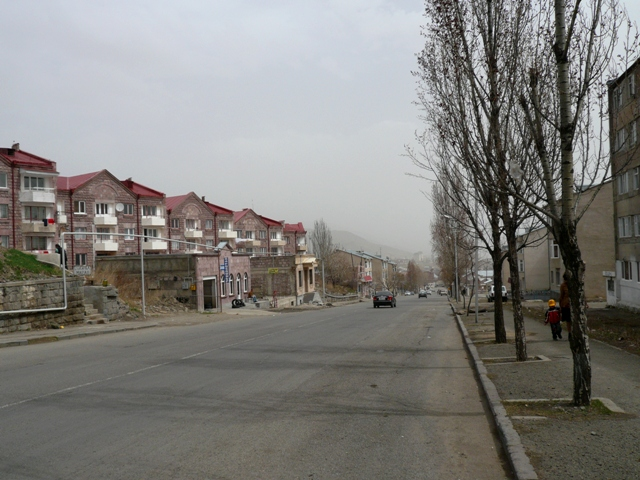